# ميلادا سكربكوفا
ميلادا سكربكوفا (بالتشيكية: Milada Skrbková)‏ ولدت وتوفيت في براغ، كانت لاعبة كرة مضرب تشيكية. سبق أن شاركت في دورة الألعاب الأولمبية الصيفية سنة 1920 وأحرز الميدالية البرونزية.

## الميداليات
| الميدالية | المسابقة                       |
| --------- | ------------------------------ |
| برونزية   | الألعاب الأولمبية الصيفية 1920 |

## روابط خارجية
- ميلادا سكربكوفا على موقع الاتحاد الدولي لكرة المضرب (الإنجليزية)
- ميلادا سكربكوفا على موقع اللجنة الأولمبية الدولية (الإنجليزية)
- ميلادا سكربكوفا على موقع أوليمبيديا (الإنجليزية)
- ميلادا سكربكوفا على موقع اللجنة الأولمبية التشيكية (التشيكية)